# Sant Vicent del Raspeig
Pour les articles homonymes, voir San Vicente.
Sant Vicent del Raspeig, en valencien, ou San Vicente del Raspeig, en castillan (dénomination officielle bilingue depuis le 17 décembre 2005,), est une commune de la province d'Alicante dans la Communauté valencienne, en Espagne. Elle est située dans la comarque de l'Alacantí et dans la zone à prédominance linguistique valencienne.

## Géographie

Localisation de Sant Vicent del Raspeig
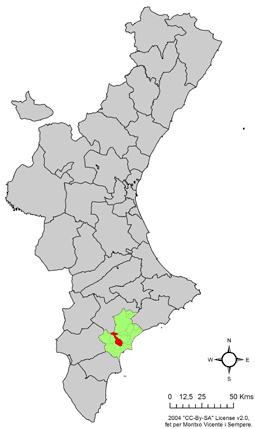
dans la Communauté valencienne.
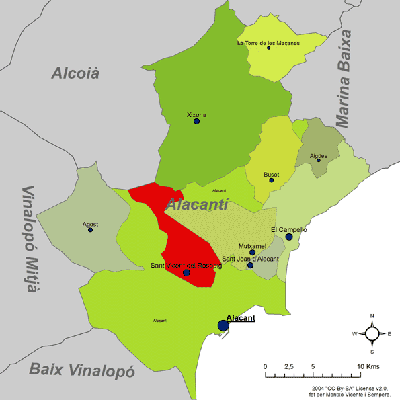
dans la comarque de l'Alacantí.